# Schweizer Alpine Skimeisterschaften 2013
Die Schweizer Alpinen Skimeisterschaften 2013 fanden vom 18. bis 24. März im Kanton Graubünden statt. Abfahrt und Super-G wurden in St. Moritz ausgetragen, Riesenslalom und Slalom in Davos. Die für den 20. März in St. Moritz vorgesehenen Rennen in der Super-Kombination wurden ersatzlos gestrichen.

## Herren

### Abfahrt
| Platz | Name                  | Zeit        |
| ----- | --------------------- | ----------- |
| 01    | Sandro Viletta        | 1:31,20 min |
| 02    | Didier Défago         | 1:31,26 min |
| 03    | Ralph Weber           | 1:31,38 min |
| 04    | Patrick Küng          | 1:31,56 min |
| 05    | Marvin van Heek (NED) | 1:31,66 min |
| 06    | Nils Mani             | 1:31,68 min |
| 07    | Klaus Brandner (GER)  | 1:31,76 min |
| 08    | Silvan Zurbriggen     | 1:31,79 min |
| 09    | Philipp Zepnik (GER)  | 1:32,20 min |
| 10    | Nico Caprez           | 1:32,32 min |

Datum: 22. März 2013

Ort: St. Moritz

### Super-G
| Platz | Name                 | Zeit        |
| ----- | -------------------- | ----------- |
| 01    | Sandro Viletta       | 1:23,17 min |
| 02    | Nils Mani            | 1:23,28 min |
| 03    | Klaus Brandner (GER) | 1:23,59 min |
| 04    | Didier Défago        | 1:23,66 min |
| 05    | Gino Caviezel        | 1:23,76 min |
| 06    | Thomas Tumler        | 1:23,82 min |
| 07    | Fernando Schmed      | 1:23,86 min |
| 08    | Ralph Weber          | 1:24,19 min |
| 09    | Sven Hermann         | 1:24,24 min |
| 10    | Mauro Caviezel       | 1:24,25 min |

Datum: 21. März 2013

Ort: St. Moritz

### Riesenslalom
| Platz | Name                       | Zeit        |
| ----- | -------------------------- | ----------- |
| 01    | Sandro Viletta             | 1:46,64 min |
| 02    | Gino Caviezel              | 1:47,09 min |
| 03    | Cédric Noger               | 1:47,20 min |
| 04    | Fernando Schmed            | 1:47,23 min |
| 05    | Bernhard Graf (AUT)        | 1:47,27 min |
| 06    | Michael Matt (AUT)         | 1:47,35 min |
| 07    | Christopher Neumayer (AUT) | 1:47,38 min |
|       | Reto Schmidiger            | 1:47,38 min |
|       | Marc Berthod               | 1:47,38 min |
| 10    | Alex Zingerle (ITA)        | 1:47,49 min |

Datum: 23. März 2013

Ort: Davos

### Slalom
| Platz | Name                     | Zeit        |
| ----- | ------------------------ | ----------- |
| 01    | Marc Digruber (AUT)      | 1:24,58 min |
| 02    | Giordano Ronci (ITA)     | 1:25,30 min |
| 03    | Reto Schmidiger          | 1:26,06 min |
| 04    | Luca Aerni               | 1:26,29 min |
| 05    | Stefano Baruffaldi (ITA) | 1:26,91 min |
| 06    | Vincent Gaspoz           | 1:26,97 min |
| 07    | Marco Tumler             | 1:27,07 min |
| 08    | Joel Müller              | 1:27,17 min |
| 09    | Sandro Jenal             | 1:27,20 min |
| 10    | Ralph Weber              | 1:27,32 min |

Datum: 24. März 2013

Ort: Davos

## Damen

### Abfahrt
| Platz | Name                          | Zeit        |
| ----- | ----------------------------- | ----------- |
| 01    | Andrea Dettling               | 1:33,68 min |
| 02    | Joana Hählen                  | 1:34,10 min |
| 03    | Jasmine Flury                 | 1:34,14 min |
| 04    | Marianne Kaufmann-Abderhalden | 1:34,36 min |
| 05    | Corinne Suter                 | 1:34,89 min |
| 06    | Andrea Thürler                | 1:35,78 min |
| 07    | Michaela Wenig (GER)          | 1:35,82 min |
| 08    | Jasmina Suter                 | 1:36,01 min |
| 09    | Julie Dayer                   | 1:36,59 min |
| 10    | Jasmin Rothmund               | 1:36,67 min |

Datum: 22. März 2013

Ort: St. Moritz

### Super-G
| Platz | Name                 | Zeit        |
| ----- | -------------------- | ----------- |
| 01    | Andrea Dettling      | 1:26,12 min |
| 02    | Corinne Suter        | 1:26,24 min |
| 03    | Priska Nufer         | 1:27,06 min |
| 04    | Nadja Vogel          | 1:27,68 min |
| 05    | Michaela Wenig (GER) | 1:28,16 min |
| 06    | Julie Dayer          | 1:28,37 min |
| 07    | Andrea Thürler       | 1:28,68 min |
| 08    | Raphaela Suter       | 1:28,75 min |
| 09    | Alyssa Schumacher    | 1:29,18 min |
| 10    | Sinja Hobi           | 1:29,75 min |

Datum: 21. März 2011

Ort: St. Moritz

### Riesenslalom
| Platz | Name                    | Zeit        |
| ----- | ----------------------- | ----------- |
| 01    | Noemi Rüsch             | 1:48,25 min |
| 02    | Lara Gut                | 1:48,28 min |
| 03    | Fabienne Suter          | 1:48,40 min |
| 04    | Dominique Gisin         | 1:48,51 min |
| 05    | Bernadette Schild (AUT) | 1:48,52 min |
|       | Corinne Suter           | 1:48,52 min |
| 07    | Larissa Jenal           | 1:48,70 min |
| 08    | Wendy Holdener          | 1:49,20 min |
| 09    | Luana Flütsch           | 1:49,22 min |
| 10    | Šárka Záhrobská (CZE)   | 1:49,30 min |

Datum: 24. März 2013

Ort: Davos

### Slalom
| Platz | Name               | Zeit        |
| ----- | ------------------ | ----------- |
| 01    | Wendy Holdener     | 1:20,50 min |
| 02    | Jasmin Rothmund    | 1:21,84 min |
| 03    | Margaux Givel      | 1:22,24 min |
| 04    | Marina Nigg (LIE)  | 1:22,82 min |
| 05    | Karen Persyn (BEL) | 1:22,87 min |
| 06    | Priska Nufer       | 1:23,29 min |
| 07    | Rahel Kopp         | 1:23,67 min |
| 08    | Rebecca Graven     | 1:23,86 min |
| 09    | Milena Mathis      | 1:23,97 min |
| 10    | Chiara Gmür        | 1:24,19 min |

Datum: 23. März 2013

Ort: Davos

## Anmerkung
1. 1 2 3  Ausländische Teilnehmer erhalten keine Medaillen.